# Відносини Чорногорія — НАТО
Відносини Чорногорія — НАТО охополюють історію двосторонніх взаємин між Чорногорією та НАТО. У 2017 році Чорногорія набула статусу повноправного члена НАТО.
Чорногорія підписала Програму індивідуального партнерства з НАТО в січні 2008 року, співробітництво розширило свої межі в липні 2008 року, коли був узгоджений План індивідуального партнерства. У грудні 2009 р Чорногорія отримала План дій з членства, заключний крок в заявці на членство в організації. Чорногорія отримала незалежність від Сербії в червні 2006 року внаслідок проведеного Референдуму про незалежність Чорногорії. З 17 грудня 2010 року є офіційним кандидатом на вступ до Євросоюзу, а також має на меті вступити НАТО. 2 грудня 2015 Чорногорію було офіційно запрошено вступити в НАТО. 5 червня 2017 року Чорногорія стала членом НАТО.

## Рамки співробітництва
Після здобуття незалежності, Чорногорія проводить широкомасштабну програму структурних та інституційних реформ. Співпраця в рамках Партнерства заради миру може істотно допомогти країні в подальшій інтеграції в Альянс і ЄС.
Чорногорія представила Презентаційний документ союзників в квітні 2007 року. Документ деталізує напрямки співпраці, які Чорногорія має намір розвивати та поглиблювати партнерство: інституційний розвиток і реформа армії, оборонна політики і стратегії, демократичний контроль над збройними силами, навчання та підготовка цивільного і військового персоналу, в тому числі з іноземних мов.
У Чорногорії працює місія НАТО, а також відділення зв'язку з Штабом Верховного головнокомандувача об'єднаних збройних сил НАТО в Європі. Угода з НАТО з інформаційної безпеки була підписана в квітні 2007 року, і почала функціонувати в листопаді 2008 року.
У 2017 році Чорногорія стала повновправним членом НАТО.

## Основні напрямки співробітництва

### Співпраця в галузі безпеки
Чорногорія прагне збільшити співпрацю в області безпеки в рамках Партнерства заради миру. Участь у спільному плануванні, підготовці та навчаннях буде суттєвим елементом співпраці в рамках партнерства. Чорногорія прагне приєднатися до союзників по НАТО в майбутніх гуманітарних і миротворчих операціях.
На підтримку зусиль НАТО щодо оснащення і підготовку Афганської національної армії, Чорногорія пропонує пожертву у вигляді 1600 зброї та боєприпасів. Вона також розглядає допомогу медичного персоналу в НАТО в Афганістані.

### Оборона і реформа сектора безпеки
Оборона і правоохоронної систем є ключовими елементами співпраці. Ключовим пріоритетом є, працювати разом, щоб встановити повний демократичний контроль над збройними силами. Союзники також підтримують широкий демократичний, інституційний і судовий процес реформ, реалізований в Чорногорії.
За сприяння союзників, Чорногорія проводить реформи в стратегічній оборонні і створює довгостроковий план розвитку для своєї армії. Ці документи служать основою для всеосяжного реформування системи оборони країни. Країна приєдналася до Партнерства заради миру з метою планування та аналізу розвитку збройних сил, які будуть повною мірою здатні використовуватися у миротворчих і рятувальних цілях з силами НАТО і державами партнерами.
Союзники по НАТО підтримали проєкт Цільового фонду НАТО в обох країнах Сербії і Чорногорії, видалити цим країнам протипіхотні міни. Надмірне і застаріле озброєння і боєприпаси залишаються серйозною проблемою для Чорногорії з точки зору безпеки та охорони навколишнього середовища.

### Наука і довкілля
В рамках програми «Наука заради миру і безпеки» Чорногорії отримала гранти для низки спільних проєктів. Проєкти включають в себе сейсмічні проєкти зі зниження ризику при небезпечних явищах, дослідження і поглиблення регіональної співпраці.
Чорногорія і НАТО спрямовані на підвищення наукового співробітництва. Основні напрями співпраці в інтересах розвитку може бути дослідження боротьби з тероризмом, видалення небезпечних хімічних речовин, і екологічні ініціативи.

## Еволюція відносин
Союзники НАТО визнали незалежність Чорногорії зразу ж після того, як вона оголосила незалежність в червні 2006 року і запросили її приєднатися до Партнерства заради миру в листопаді 2006 на Ризькому саміті. «Це дійсно історичний момент для Чорногорії», — сказав Філіп Вуянович, президент Чорногорії. «Чорногорія продовжуватиме здійснювати свої реформи у дуже серйозний і відповідальний спосіб.» Країна офіційно приєдналася до Партнерства в грудні того ж року. У квітні 2007 року Чорногорія презентувала документ у якому було зазначено деталізації цілей та пропозиції країни для співпраці в рамках Партнерства заради миру.
У квітні 2008 року в країні було запрошено НАТО почати посилений діалог з усього спектру політичних, військових, фінансових, та безпекових питань, пов'язаних з її прагненням до членства. В рамках інтенсивного діалогу з НАТО було проведено шість раундів консультацій на робочому рівні з Чорногорією на різні теми в період з червня 2008 року по січень 2009 року.
16 вересня 2015 увечері парламент Чорногорії ухвалив резолюцію про підтримку інтеграції в НАТО. За це проголосували 50 депутатів із 79, які брали участь у голосуванні, 26 проголосували проти, троє утрималося.
2 грудня 2015 на засіданні Північноатлантичної ради голів МЗС країн НАТО було ухвалено рішення запросити Чорногорію стати 29-м членом НАТО. Присутній на цій зустрічі міністр закордонних справ і європейської інтеграції Чорногорії Ігор Лукшич назвав цей день історичним для своєї країни, зазначивши, що Чорногорія і НАТО відкрили новий етап глибшого і тіснішого зв'язку в ролі союзників. Перспективу приєднання Чорногорії до НАТО очікувано негативно сприйняла Росія, МЗС якої раніше вже заявляло про те, що РФ буде намагатися не допустити її вступу в альянс. У свою чергу США неодноразово заявляли про готовність підтримати членство Чорногорії в НАТО за умови продовження реформ і зміцнення громадської підтримки такого вступу. Столтенберг зазначив, що у питанні приєднання Чорногорії до альянсу не може бути й мови про втручання третіх сторін, адже «рішення запросити Чорногорію стати повноправним членом НАТО не стосується Росії». «Якщо російське втручання до чогось призведе, то це до того, що з нашого боку посилиться бажання запросити Чорногорію стати повноправним членом альянсу», — сказав Генсек НАТО. Рішення щодо Чорногорії підтвердило, що НАТО і далі відкрите для прийняття нових членів.
7 березня 2017 року держсекретар США Рекс Тіллерсон у листі закликав сенат ратифікувати вступ Чорногорії до НАТО, що й відбулося 29 березня того ж року. 11 квітня 2017 року президент США Дональд Трамп ратифікував протокол про вступ Чорногорії до Північноатлантичного альянсу.
У перспективі цей протокол повинен бути схвалений Сенатом Іспанії та підписаний королем цієї держави. Відтак на саміті НАТО, який відбудеться 25 травня, Чорногорію буде оголошено 29-м членом альянсу.
5 червня 2017 року Чорногорія стала членом НАТО.

## Ставлення людей усередині країни до вступу в НАТО
Правляча Демократична партія соціалістів Чорногорії та Соціал-демократична партія Чорногорії підтримує сильне бажання Чорногорії стати членом НАТО. На початку 2009 року вони почали дворічну кампанію з метою сприяння приєднанню до НАТО, яка обробляється медіа агентством MAPA.. Правляча коаліція на чолі з прем'єром Міло Джукановичом стверджує: «Чорногорія не може дозволити собі залишатися осторонь світових процесів, НАТО і ЄС потрібні нашій країні, як загальний процес євроатлантичної інтеграції». За даними демографічного опитування, основні групи населення, що не підтримують вступ до НАТО це: громадяни з просербською (або проросійською) політичною орієнтацією, православні християнські консерватори та малоосвічені верстви населення. Внаслідок чого в країні була створена партія «Сербська національна група» з основним гаслом «Ні НАТО».В березні 2014 року було проведено опитування компанією Ipsos, результати якого показали, що 46% громадян підтримали вступ в НАТО, проти 42%.